# Atrapados (serie de televisión de 2011)
Atrapados es una serie argentina, creada por Cris Morena. Se comenzó a emitir en 2011, era exclusiva para internet y celulares. Finalmente es emitida en Yups Channel en los espacios publicitarios. Cuenta con un total de 81 capítulos de 2 minutos de duración cada uno, y está protagonizada por Benjamín Rojas y Felipe Colombo.

## Sinopsis
Atrapados es la historia de siete jóvenes que intercambian sus caminos para lograr sus sueños, sin embargo su destino está escrito y tendrán que pagar un precio muy alto para cambiarlo y no quedar atrapados en el intento.
Gonzalo (Benjamin Rojas) es el líder natural de una banda de rock, compuesta por Nelson (Nelson Giménez) y Juan (Jaime Domínguez), sus amigos de siempre. Juntos, comparten el deseo de crear el tema musical que los lleve a la cima.
Sole (Dolores Sarmiento), la novia de Nelson, trabaja en el bar de Gonza y además es corista de la banda. En forma inesperada empieza a recibir visiones que por sorpresa se empiezan a cumplir.
Luego de una confusa visión, Juan desaparece, dejando a la banda sin baterista. En su reemplazo, ingresa Román (Felipe Colombo), el hermano de Sole.
La otra corista de la banda es Calu (Calu Rivero), exnovia de Román. Ella se enamora perdidamente de Gonza cuando este le dedica una canción del grupo. Román queda destruido por esta situación e intenta reconquistarla de cualquier forma.
Sin embargo el destino les juega una mala pasada cuando aparece Vicky (Sofía Reca), compañera de la escuela primaria de Gonza, quien intenta conquistar a su amor de la infancia usando cualquier medio posible.
Estos cruces amorosos los dejarán ATRAPADOS entre mentiras y traiciones, contra las
que deberán luchar para finalmente encontrar sus caminos.

## Elenco
- Benjamín Rojas - Gonzalo
- Felipe Colombo - Román
- Nelson Giménez -  Nelson
- Sofía Reca - Vicky
- Dolores Sarmiento - Sole
- Calu Rivero - Calu
- Jaime Dominguez - Juan
- Diego Mesaglio -  Lucas
- Gabriel Almirón - Humberto